# 二重音字
二重音字（にじゅうおんじ）または二重字（にじゅうじ）とは、アルファベット2字を組み合わせることで、それぞれの字が持っていなかった新たな音を示すことである。しばしば、二重音字によってのみ表記可能な発音（音素）がある。同じ字を2つ重ねたとき、1字の場合と発音が変わらない場合、発音が長くないし強くなる場合、発音が変化する場合（無声化など）がある。ヨーロッパでは特に西欧の言語に多く見られ、スラヴ系言語ではあまり見られない。

## ゲルマン系言語

### 英語
英語の二重音字には、子音の二重音字（英: Consonant Digraph）と母音の二重音字がある。母音の二重音字には oo など同じアルファベットを続けて綴る、単一母音の二重音字（英: homogeneous digraphs）と、ea など異なる２つの母音を続けて綴ることで１つの音素とする異種母音の二重音字（英: heterogeneous digraphs）、そして隣接しない母音により１つの音素とする分割二重音字がある。
二重音字（英: digraph）の例
- 子音の二重音字の例
  - ch - change /ʧ/(IPA) = /tS/(X-SAMPA), character /k/
  - gh - laugh /f/, night（黙字；長音化・代償延長・音割れ）
  - ph - symphony /f/
  - sh - fish [ʃ] = [S]
  - th - thing [θ] = [T], that [ð] = [D]
  - ck - knock /k/
  - ng - ring /ŋ/
- 母音の二重音字の例
  - ai, ay - gain /eɪ/
  - au - August [ɔː] = [O:], aunt [æ] = [{], [ɑː] = [A:]
  - aw - law [ɔː] = [O:]
  - ea - sea /iː/, spread /e/
  - ee - sheet /iː/
  - ei, ey - receive /iː/, beige /eɪ/, height /ai/
  - eu - euphonium /juː/
  - ie - pie /aɪ/, piece /iː/
  - oa - oak /oʊ/
  - oo - book /ʊ/, school /uː/
  - ou - out /aʊ/, ought [ɔː] = [O:], mysterious [ə] = [@] you /uː/, young [ʌ] = [V], soul /oʊ/
  - ow - bowl /əʊ/, bower /aʊ/

母音の分割二重音字（英: split digraph）について
音素をかたちづくる文字のペアは、つねに隣接しているわけではない。これは、英語のサイレントe の場合にあてはまる。たとえば、a...e は、英語の cake における /eɪ/ の音をもつ。これは３つの歴史的音韻変化の結果である。cake は、もとは /kakə/ であったが、開音節の /ka/ が長母音で発音されるようになり、のちに最後のシュワーが脱落して、/kaːk/ になった。なおあとになって、母音の /aː/ が /eɪ/ に変化した。英語には、そのような二重音字（分割二重音字）が６つあり、 a–e, e–e, i–e, o–e, u–e, y–e である。
ただし、分割二重音字としては、a-e, e-e, i-e, o-e, u-e の５つのみ（例: cake, these, five, rose, rule）が示されることが多い傾向がある/。

### ドイツ語
- 子音の二重音字の例
  - ch - Bach /x/, Bächlein [ç] = [C]; Chor /k/（ギリシア系の語で）
  - ck - Innsbruck （kと同じ発音である） ※英語にも多数存在。例：knock, Rocky
  - ng - langsam /ŋ/
  - ph - Symphonie /f/（ギリシア系の語で）
  - sp - spazieren [ʃp] = [Sp]（形態素頭位で）; Hospital /sp/（その他の位置で）
  - st - Stadt [ʃt] = [St], Kiste /st/（同上）
- 母音の二重音字の例
  - ei - ein /aɪ/
  - eu, äu - euch [ɔy] = [Oy], Häuser [ɔy] = [Oy]
  - ie  - Sie /iː/

## ラテン系言語

### フランス語
- 子音の二重音字の例
  - ch - chien [ʃ] = [S]
  - gn - seigneur [ɲ] = [J]
- 母音、半母音の二重音字の例。なお /e-ɛ/ や /ø-œ/ などは同音節内に後続子音があるときは開口音、ないときは閉口音となる。
  - au - au /o/
  - ai - air [ɛ] = [E]
  - ay - ayant [ɛj] = [Ej]
  - ei - Eiffel [ɛ] = [E]
  - ey - meyage [ɛj] = [Ej]
  - eu - Europe [ø] = [2]
  - oe - /œ/
  - oi - toi /wa/
  - oy - voyage /waj/、Troyes /wa/（語尾若しくは語尾に近い場合）
  - œu - œuvre [œ] = [9]
  - ou, où - où /u/, oui /w/

[u] 音および [w] 音を ou の2字で表す手法は、アラビア語のローマ字表記や、アフリカなどのフランス語通用圏における地名や人名の表記などにも、広く使われている。例えば、Ouagadougou （ワガドゥグー）などがある。

### イタリア語
- ch, gh - それぞれ/k/, /g/（ルーマニア語でも同じ。）
- gl - /ʎ/（i, eの前のみ）
- gn - /ɲ/（フランス語でも同じ。）
- sc - /ʃ/（i, eの前のみ）

### スペイン語
- ch - /tʃ/
- ll - 伝統的には/ʎ/と発音されるが、現代語では様々な音に変化している。（ジェイスモ）
- rr - /r/（巻き舌）

### ポルトガル語
- ch - /ʃ/
- lh - /ʎ/
- nh - /ɲ/
- rr - /ʁ/、ブラジルでは/χ/、/h/とも。

## スラヴ系言語

### ポーランド語
- ch - /x/
- cz - /tʃ/
- dz - /dz/
- dź - /dʑ/
- dż - /dʒ/
- rz - /ʒ/
- sz - /ʃ/

### クロアチア語
- lj - /ʎ/
- nj - /ɲ/
- dž - /dʒ/

## ウェールズ語
- ch = /χ/
- dd = /ð/
- ff = /f/（fは/v/と読まれる。）
- ll = /ɬ/
- ng = /ŋ/
- ph = /f/
- rh = /r̥/
- th = /θ/

## ハンガリー語
- cs - /tʃ/
- gy - /ɟ/
- ly - /j/
- ny - /ɲ/
- sz - /s/（sは/ʃ/と読まれる。）
- ty - /c/
- zs - /ʒ/
- dz - /dz/（外来語音）

## アルバニア語
- dh - /ð/
- gj - /ɟ/
- ll - /ɫ/
- nj - /ɲ/
- rr - /r/（巻き舌）
- sh - /ʃ/
- th - /θ/
- xh - /dʒ/
- zh - /ʒ/

## その他
その他、西欧語の常識からは二重音字と見えにくいが、以下のような例も二重音字の例である。
これらはいずれも、西欧語には存在しない、ラテン文字1字では表現することが難しい音を、苦肉の策的に2字の組み字でなんとか表現しようとしたもので、本来は1字ずつに分けて発音することはできないものである。英語の sh を s と h に分けては発音できないのによく似ている。
- ベトナム語の tr
元来は、そり舌で発音する t 音（ [ʈ]。→ 無声そり舌破裂音）を表現するために考案された組み字であった。なお、クォック・グー（ベトナムの正書法）でこの綴りが定められたのは17世紀のことだったが、その後音韻の変化があり、現代のベトナム標準語では英語の ch に近い音になっている。たとえばベトナム人の姓 Trần （漢字では「陳」）は、日本語では「トラン」と表記するのが慣行化しているが、（ → 例: トラン・ヌー・イエン・ケー）本来の音は「チャン」または「チュン」、英語風に書けば chun のような音に近く、tran とか trun のように聞こえることは全くない。
また逆にベトナム人が、英語の trainや treeを「チェイン」「チー」と発音してしまうことが頻繁にある。
- ナワトル語の tl
無声歯茎側面破擦音であり、国際音声記号では [tɬ] と書かれるが、ナワトル語の中では単一の音素を構成している。「ナワ“トル”」というように語末に立つことが多く、日本語では通常「トル」と書かれるが、実際の音とはほど遠い。
- 朝鮮語のローマ字表記の eo、eu、ui など
朝鮮語の母音は表のように整然としている。いずれも単一の音素として扱われるべきもので、音声的に見ても多くは単純な単母音だが、ラテン文字の表記慣行とは折り合いがよくなく、ローマ字表記はやや混沌としてしまっている。 表は、近年の主流になっている文化観光部2000年式によるもの。

| 後舌母音字                                |      | ㅏ a  | ㅓ eo | ㅗ o  | ㅜ u  | ㅡ eu |
| 前舌母音字 （後舌母音字に“ㅣ”のついた形） | ㅣ i | ㅐ ae | ㅔ e  | ㅚ oe | ㅟ wi | ㅢ ui |